# Вистелиус, Андрей Борисович
Андрей Борисович Вистелиус (1915—1995) — советский геолог, математик, доктор геолого-минералогических наук, профессор, почётный член РАЕН (1991). Один из основателей математической геологии. Его именем названа премия за математические исследования в науках о Земле.

## Биография
Родился 24 ноября (7 декабря) 1915 года в городе Петроград в семье адвоката, предки которого приехали из Швеции. Родственники матери (семья Богаевских) были учёными: дед — профессором Императорского Петербургского технологического института, дядя — ректором Императорской Петербургской Академии художеств.
9 марта 1935 года семья Вистелиусов была осуждён как «социально-опасный элемент» и выслан из Ленинграда в Иргиз (село), через год ссылка была отменена.
В 1939 году окончил Ленинградский государственный университет по кафедре минералогии, был учеником профессора С. М. Курбатова.
Работал в Нефтяном геологоразведочном институте (ВНИГРИ).
12 февраля 1942 года постановлением УНКВД Ленинградской области был повторно выслан из Ленинграда.
С 1952 года работал в Лаборатории аэрометодов АН СССР, где начал развивать математическую геологию.
С 1961 года работал в Ленинградском отделении Математического института им. В. А. Стеклова (ЛОМИ) АН СССР.
Разрабатывал теории стахастических процессов и дискретных марковских процессов, занимался математическим геологическим моделированием. На основании математической геологии создал и внедрил в производство стахастическую модель кристаллизации и метасоматического преобразования гранитоидов, для поисков в их массивах высокотемпературных гидротермальных месторождений. Создал методы сопоставления геологических разрезов «немых толщ».
А. Б. Вистелиус был одним из организаторов и первым президентом (1968—1972) Международной ассоциации математической геологии, с 2009 — Международная ассоциация математических исследований в науках о Земле (англ. International Association for Mathematical Geosciences (IAMG)).
Был выдвинут кандидатом в члены-корреспонденты АН СССР по специальности «Петрография и минералогия» Учёным советом Ленинградского отделения Математического института им. В. А. Стеклова АН СССР и академиком Д. С. Коржинским, но не прошёл.
С 1986 года работал в Институте геологии и геохронологии докембрия (ИГГД) АН СССР.
Скончался 12 сентября 1995 года в Санкт-Петербурге. Похоронен на Богословском кладбище.

## Членство в организациях
- 1968 — Первый президент Международной ассоциации математической геологии (с 2009 года — Международной ассоциации математических исследований в науках о Земле, англ. International Association for Mathematical Geoscientists (IAMG)) в 1968—1972 годах.

## Память
- Премия Андрея Борисовича Вистелиуса.